# Tayyiba Haneef-Park
Tayyiba Mumtaz Haneef-Park; panieńskie Haneef (ur. 23 marca 1979 roku w Uplandzie) – amerykańska siatkarka, reprezentantka kraju, grająca na pozycji atakującej.
Pierwsze powołanie do kadry narodowej otrzymała w 2001 roku. Wraz z reprezentacją Stanów Zjednoczonych zdobyła srebrny medal na Mistrzostwach Świata w 2002 roku. Dwukrotna wicemistrzyni olimpijska 2008 i 2012. W reprezentacji Stanów Zjednoczonych wystąpiła 263 razy.
Karierę siatkarską zakończyła po sezonie 2011/2012, wówczas reprezentowała barwy azerskiego klubu İqtisadçı Baku.

## Życie prywatne
Jej kuzynką jest była amerykańska koszykarka Tari Phillips. W maju 2007 wyszła za mąż, za amerykańskiego pilota sił powietrznych Anthony'ego Parka. W maju 2010 urodziła syna Ajani Jamala.

## Osiągnięcia reprezentacyjne
- 2002 – Srebrny medal Mistrzostw Świata
- 2003, 2004 – Brązowy medal Grand Prix
- 2003, 2005 – Złoty medal mistrzostw NORCECA
- 2003 – Brązowy medal Pucharu Świata
- 2004 – Srebrny medal turnieju Volley Masters Montreux
- 2005 – Srebrny medal Pucharu Wielkich Mistrzyń
- 2007 – Brązowy medal Igrzysk Panamerykańskich
- 2008 – Wicemistrzostwo Olimpijskie
- 2012 – Złoty medal Grand Prix
- 2012 – Wicemistrzostwo Olimpijskie

## Osiągnięcia klubowe
- 2008 – Mistrzostwo Turcji
- 2011 – Brązowy medal mistrzostw Azerbejdżanu